# 広寧墨氏
広寧墨氏（クァンニョンムクし、광녕묵씨）は、朝鮮の氏族の一つ。本貫は中華人民共和国広寧郡である。2015年の調査では、74人である。
墨氏の起源は中国の梁郡にある。
広寧墨氏の始祖は、中国春秋戦国時代の魯出身の思想家の墨子の子孫であり、中国の揚州出身で明で兵部尚書を務めていた時に李氏朝鮮に帰化した墨泗である。